# 杲隣
杲隣（ごうりん、神護景雲元年（767年） - 没年不詳）は、平安時代前期の真言宗の僧。空海の十大弟子の一人。出自については不詳。

## 略歴
はじめ東大寺で三論宗･法相宗を学び、のち空海に師事して密教を学んだ。812年（弘仁3年）には実恵、智泉とともに高雄山寺の三綱に選ばれ、上座となっている。一説には、833年（天長10年）に空海にしたがって高野山にのぼり修禅院を建立したという。また、空海の没後、京に修学寺を開き教授したとか、伊豆国に住して走湯房・修禅寺を開創したと伝えられる。836年（承和3年）、実恵が入唐請益僧真済に託した書状（遭難のため唐に届けられず）には、空海から伝法の印可を蒙った弟子8人の中に「嶺東の杲隣」としてその名が見えるほか、翌837年（承和4年）に弟子円行が唐に渡った際の書状にも署名した8人の中に「伝灯大法師杲隣」として見える。833年（承和3年）より846年（承和13年）の間、奈良県五條市の転法輪寺の二代目住職を務め、その後に修禅寺へ旅立つとある（転法輪寺先師過去帳に記載）。その後の消息は不明である。
なお、878年（元慶2年）11月11日の真雅言上状には、杲隣の付法弟子として、入唐した前述の円行のほか、十禅師伝灯大法師位として真隆（伝不詳）の名が見える。